# Вуси
Вуси (无锡) град је Кини у покрајини Ђангсу. Према процени из 2023. у граду је живело 7.500.000 становника.

## Становништво
Према процени, у граду је 2009. живело 1.212.582 становника.
| 1990.   | 2000.   | 2009.     |
| ------- | ------- | --------- |
| 709.171 | 965.917 | 1.212.582 |

## Партнерски градови
- Тиберијада
- Леверкузен
- Сан Антонио
- Дејвис
- Ратинген
- Хамилтон
- Каскаис
- City of Frankston
- Сагамихара